# 威爾納 (紐約州)
威爾納（英語：Wilna）是一個位於美國紐約州傑佛遜縣的鎮。

## 人口
根據2020年美國人口普查的數據，威爾納的面積為205.43平方千米，當中陸地面積為203.11平方千米，而水域面積為2.32平方千米。當地共有人口5732人，而人口密度為每平方千米28人。